# 1947-es magyarországi országgyűlési választás
A kékcédulás választás néven elhíresült 1947-es magyarországi országgyűlési választást augusztus 31-én rendezték.
Ez volt az első olyan országgyűlési választás, amelyen a legtöbb szavazatot egy kommunista párt (Magyar Kommunista Párt, MKP) kapta, de a választójogi törvény módosítás ellenére sem sikerült az abszolút többséget megszereznie. Sikeres volt azonban az a taktika, amellyel felszalámizták a korábban abszolút többséggel rendelkező Független Kisgazdapártot (FKgP).
A szovjet megszállók fegyvereinek oltalmában így a kommunisták ezen a választáson nagy lépést tettek az egyeduralom megszerzése felé vezető úton. A Dinnyés Lajos vezetésével 1947. szeptember 23-án alakult kormányban már ők kapták a legtöbb posztot.
A választásra 11 párt jelentkezett, de végül csak 10 indult. (Az új pártok többnyire a Baloldali Blokk által szétzúzott FKgP utódpártjai voltak abban az értelemben, hogy a kisgazda szavazatok nagy részét ők gyűjtötték be.)

## Törvénymódosítás, visszaélések

### Törvénymódosítás
A választás előtt, 1947. július 23-án a kommunisták nyomására módosították a választójogi törvényt (1947. évi XXII. törvénycikk). Újrarendezték a választás szabályait, és megnevezték azokat a háború előtti jobboldali szervezeteket, amelyek volt tagjai nem voltak választhatóak. A törvény a „Lex Sulyok” gúnynevet kapta, mert a változások következtében többek közt az ellenzék egyik vezére, Sulyok Dezső is elvesztette választhatóságát. (Pártja, a Magyar Szabadság Párt emiatt feloszlatta magát.)
A törvénymódosítás 10%-kal csökkentette a választásra jogosultak számát.

### Manipulációk a névjegyzékkel
A választói névjegyzékből a Rajk László vezette kommunista irányítású belügyminisztérium a tiltakozások ellenére kihagyott mintegy félmillió szavazót, többnyire a polgári pártok és a szociáldemokraták támogatóit. Az általuk „reakciósnak” tartott polgároknak nem kézbesítették az ún. összeíró íveket, vagy ha igen, akkor teljesíthetetlen feltételekhez kötötték a választójogosultság megadását. (Példaként: a választónak kellett bizonyítania, hogy a két világháború között nem volt tagja szélsőjobboldalinak minősített szervezetnek.)

### Kék cédulák

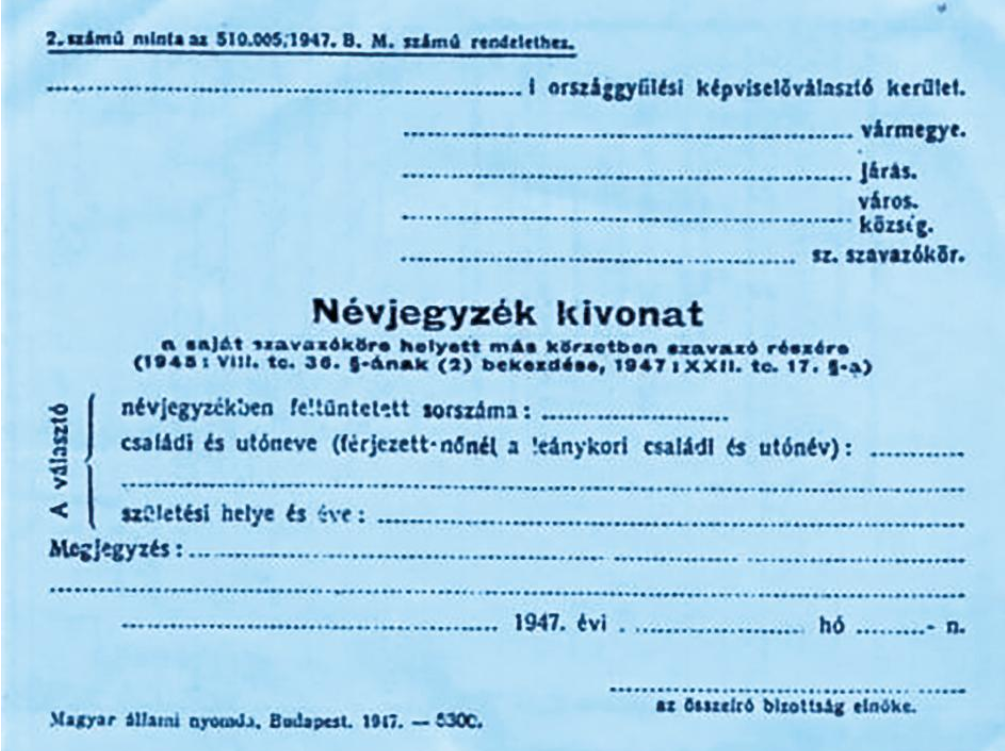
Egy 1947-es kék cédula

A kék háttérnyomású ideiglenes választói névjegyzékkivonattal (a hírhedt kék cédulával) az emberek lakhelyüktől távol is szavazhattak: az országot teherautókkal, vonaton (sőt kerékpáron) járó kommunisták közül sokan 15–20 helyen is szavaztak ugyanazon a választáson (a külön erre a célra nyomtatott kékcédulákat az MKP bocsátotta rendelkezésükre). A kutatók máig sem tudják, hány ilyen szavazat kerülhetett az urnákba, számukat 60–120 ezerre becsülik. (Az MKP összesen 1,113 millió szavazatot gyűjtött).
A csalásokat sok helyen észlelték, de csak leállítani tudták bizonyos körzetekben. A kiskunmajsai 5. szavazókör jegyzőkönyvéből: „A bizottság megállapította, hogy tömegesen érkeznek idegenek névjegyzéki kivonattal szavazásra, kik közül többeket igazolásra szólított fel. A rendőrségen megállapítást nyert, a szavazás beismerése és a nála lévő hamis névjegyzéki kivonat alapján, hogy Kiskunmajsán, már a negyedik helyen akart leszavazni. Ők is ugyanazzal az autóval érkeztek, melyik az idegeneket hozta szavazásra.”

### A Demokrata Néppárt szereplése
Az 1945-ös magyarországi nemzetgyűlési választással ellentétben a '47-es választáson már indult a Barankovics István vezette Demokrata Néppárt (DNP) is. A referendumon 286 742 vokssal maradt le a kommunistáktól, ezzel a szavazatok szerint második lett, 60 mandátumával viszont csak a 4. legnagyobb frakciót hozhatta létre. Az akkori választási rendszer premizálta a négypárti kormánykoalíciót. A szavazatok 60 százalékának együttes elérése esetén az országos listás mandátumok 80 százalékát juttatta nekik. A DNP tehát hiába kapott több szavazatot, mégis kevesebb mandátumhoz jutott, mint a kisgazdák és a szociáldemokraták. Szavazótáborának jelentős bázisát adta a kisgazdapártból (annak baloldalra tolódása miatt) kiábránduló réteg, azonban számíthatott a két világháború között létrejött keresztény tömegmozgalmak tömegeire is (mint a KALOT Katolikus Népfőiskolai Mozgalom, EMSZO, Magyar Dolgozók Országos Hivatásszervezete stb.).

### A Magyar Függetlenségi Párt kizárása
A választás után a Magyar Függetlenségi Párt (670 ezer voks, 49 mandátum) petíciót nyújtott be a választást felügyelő Országos Nemzeti Bizottsághoz, amelyben kétségbe vonta a választás érvényességét és új választás kiírását követelte. A kommunisták viszont az MFP-t vádolták meg csalással. A döntés előtt Rákosi Mátyás villájába rendelte Major Ákost, az ONB kommunista elnökét, és azzal fenyegette meg, hogy ha a testület nem az MKP javára dönt, azzal polgárháborúba taszítja az országot. A 13,4%-os eredményt elért Magyar Függetlenségi Párt szavazatait novemberben, a petíciós per után megsemmisítették arra hivatkozva, hogy az ajánló szelvényekkel csalást követtek el. Megsemmisítették a párt mandátumait is, jelentősen megváltoztatva a parlamenti erőviszonyokat.

## Az induló pártok eredményei
| Szervezet                              | Szavazatok | Szavazatok | Mandátumok | Mandátumok | Parlamenti szerepe |
| Szervezet                              | száma      | aránya     | száma      | aránya     | Parlamenti szerepe |
| -------------------------------------- | ---------- | ---------- | ---------- | ---------- | ------------------ |
| Magyar Kommunista Párt (MKP)           | 1 111 001  | 22,25%     | 100        | 24,33%     | kormánypárt        |
| Független Kisgazdapárt (FKgP)          | 766 000    | 15,34%     | 68         | 16,55%     | kormánypárt        |
| Szociáldemokrata Párt (SZDP)           | 742 171    | 14,86%     | 67         | 16,30%     | kormánypárt        |
| Demokrata Néppárt (DNP)                | 824 259    | 16,5%      | 60         | 14,60%     | ellenzék           |
| Magyar Függetlenségi Párt (MFP)        | 670 751    | 13,43%     | 49         | 11,92%     | ellenzék           |
| Nemzeti Parasztpárt (NPP)              | 413 409    | 8,28%      | 36         | 8,76%      | kormánypárt        |
| Független Magyar Demokrata Párt (FMDP) | 262 109    | 5,25%      | 18         | 4,38%      | ellenzék           |
| Magyar Radikális Párt (MRP)            | 85 535     | 1,71%      | 6          | 1,46%      | ellenzék           |
| Keresztény Női Tábor (KNT)             | 69 363     | 1,39%      | 4          | 0,97%      | ellenzék           |
| Polgári Demokrata Párt (PDP)           | 49 740     | 1,00%      | 3          | 0,73%      | ellenzék           |
| Összesen                               | 4 994 338  | 100%       | 411        | 100%       | —                  |

### Statisztikák
A két munkáspárt (MKP, SZDP) együtt 1,858 millió szavazatot, azaz 37,17%-ot szerzett (az 1945-ös választáson 34,4%-ot kaptak). Az FKgP-vel szemben létrehozott Baloldali Blokkban szövetségesük, a Nemzeti Parasztpárt 415 ezer szavazatot, 8,3%-ot kapott, így a blokk szavazatainak aránya, 45,5% még mindig nem volt elég a többséghez.
Az FKgP 770 ezer szavazatot, 15,4%-ot kapott. Mivel korábban együtt kormányzott a Baloldali Blokkba tömörülőkkel, a volt kormánykoalíció 60,9%-ot szerzett.
Utódpártjaival együtt az FKgP összesen 52%-ot kapott, azaz a csalások és az erőteljes baloldali kampány ellenére is alig veszített valamit 57%-os 1945-ös eredményéből. A Baloldali Blokkot többletmandátumokhoz juttatta az a törvénymódosításban lefektetett szabály, hogy ha a koalíció megszerzi a szavazatok 60%-át, akkor a listás helyek 75%-át oszthatják fel egymás közt. A 60%-os határt éppen csak, és éppen a kékcédulás szavazatokkal sikerült túllépni. A Baloldali Blokk ezekkel a többletmandátumokkal is csak 49,3%-hoz jutott az Országgyűlésben, így a kisgazdák nélkül továbbra sem volt többsége.
A hatalmi viszonyokat azonban ekkor már nem a választási eredmények döntötték el. A Magyar Függetlenségi Párt 49 mandátumának megsemmisítésével Baloldali Blokk pártjai abszolút többséghez jutottak. A „felszalámizási” taktikának áldozatul esett kisgazdapárt ezek után már képtelen volt komoly ellenállásra az egyeduralomra törő kommunista párttal szemben.

## Utóélete
Karig Sára, a későbbi neves műfordító, még mint szociáldemokrata aktivista, a II. kerületi szavazókör elnöke felfedte a kommunista párt választási csalását. Másnap letartóztatták és a szovjet hatóságok elhurcolták.